# جيل مورغان
جيل مورغان (بالإنجليزية: Gil Morgan)‏ هو لاعب غولف أمريكي، ولد في 25 سبتمبر 1946 في ويوكا في الولايات المتحدة.

## وصلات خارجية
- جيل مورغان على موقع رابطة لاعبي الغولف المحترفين (الإنجليزية)
- جيل مورغان على موقع رابطة اليابان للاعبي الغولف المحترفين (الإنجليزية)
- جيل مورغان على موقع التصنيف العالمي الرسمي للغولف (الإنجليزية)